# Radio NEO
| 愛知県の地図を表示 名古屋市の地図を表示 |

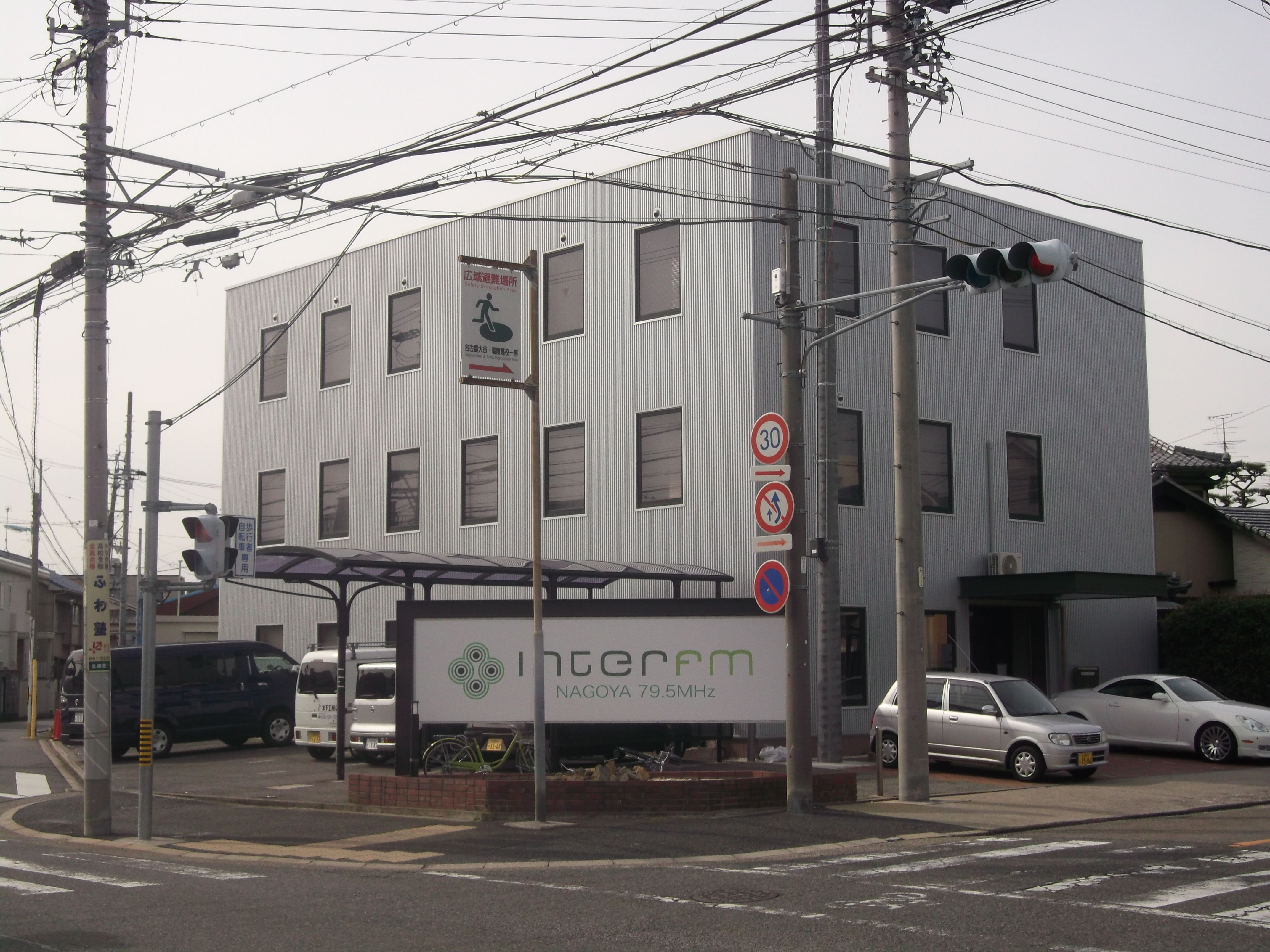
InterFM NAGOYA時代の社屋（2014年3月）

株式会社Radio NEO（レディオ・ネオ）はかつて存在した、超短波放送（FM放送）で外国語放送を行っていた特定地上基幹放送事業者。コールサインはJOCW-FM（名古屋 79.5MHz）。
開局前の正式名称はエフエムインターウェーブなごや（FM Inter-Wave Nagoya）で、開局後はInterFM NAGOYA（インターエフエム・ナゴヤ）が愛称として使われていた。2015年10月1日、ステーション名を「Radio NEO」に変更。東京都にあるFM放送局InterFMの名古屋支社であったが、2016年12月1日に特定地上基幹放送局の免許人の地位を株式会社InterFMから、同年8月25日に設立した株式会社Radio NEOへ承継した。
経営不振、および親会社の木下グループのラジオ事業撤退を理由として、2020年6月30日をもって閉局。会社も2022年に清算され、法人格が消滅している。

## 概要
元々、愛知県のうち、名古屋市・瀬戸市・豊田市・岡崎市・常滑市・豊橋市、並びに愛知県に近接する静岡県浜松市を放送対象地域とする、MegaNetの外国語FM放送は、2000年4月1日に開局した愛知国際放送（RADIO-i）が存在していたが、スポンサー収入の伸び悩みなどから2010年9月30日に閉局・免許返上となり、それ以後空白域が続いていた。
そのRADIO-iの閉局から3年半後の2014年4月1日に、RADIO-iが使用していた周波数79.5MHzを使って開局。エフエム岐阜に次いで21世紀に開局した放送局となり、日本で開局した民放FM全局、さらには日本の民放地上波放送局全局の中で最も遅く開局した放送局になる。ただし、InterFMが直接運営していた時代は、InterFMの支局という形になっていた。
放送内容はInterFM東京本局の番組を中心として編成、一部名古屋のスタジオからの生放送など、ネット番組とローカル番組の混合編成（詳細は#主な番組参照）。「独立」後は自主編成の割合を高めていた。
設立経緯から、小規模経営のコミュニティFM局を除いた中京圏を放送エリアとするラジオ局では、唯一中日新聞社との資本関係が直接・間接ともに一切ないが、『MY LIFE, MY STORY』第2回・第3回に小出宣昭（出演当時中日新聞社社長）がゲスト出演したことがあるなど、中日側はかつての岐阜放送との関係ほど距離を置いていなかった。
「独立」に伴い、InterFM897のホームページに当局のホームページへアクセスする為のハイパーリンクが貼られなくなった。また、一般社団法人日本民間放送連盟の会員資格については、本来「準会員」としてスタートすべきところ、「正会員」たるInterFMの事業承継且つ資本構成がほぼ同一（木下工務店グループ）であることなどが考慮され、「正会員」として加入が認められた。
独立後は、InterFM897とは同じ木下グループ傘下の兄弟会社という関係であった。ただし、同社の特別番組の同時ネット・経費削減による大型改編に合わせて改編を行うなど、InterFM897が主導権を握っている状態からは事実上離脱出来ておらず、完全な独立には至らなかった。
2020年3月31日、同年6月30日を以ての経営不振に伴い閉局が発表された。RADIO-i（愛知国際放送）と全く同じ運命を辿った。

## 沿革
- 2010年9月30日（前史） - 愛知県をはじめ、東海3県および静岡県西部のMegaNet（外国語放送局の全国ネット）加盟局だったRADIO-i（愛知国際放送、2000年4月1日開局）が慢性的な経営不振により、他社などへ事業譲渡されず閉局。MegaNetの空白域になる。
- 2012年10月30日 - 名古屋エリアに2014年春にMegaNetの新局を立ち上げる構想を発表した。MegaNetの活性化を狙うとしている[9]。
- 2013年
  - 8月6日 - 総務省が、InterFMに名古屋地区を中心とする外国語放送を行う超短波放送の新たな免許申請の受付を公表[10]。
  - 10月25日 - 総務省が、InterFMに11月1日をもって予備免許を与えることとし、同日、総務大臣から無線局予備免許通知書の交付を公表した[11][10][11]。その際、放送局名がエフエムインターウェーブなごや、ステーション名はInterFM NAGOYA[12][13]となった。周波数や出力に関しては、以前存在したRADIO-iと同じものとなった。演奏所は名古屋市瑞穂区にある木下グループホールディングスの名古屋支社を間借りする形で設置された。
- 2014年
  - 3月4日 - 3時頃に送信所である東山タワーより、無変調・テストトーンおよび停止を繰り返しながら、試験電波発射を開始した。当初はインストゥルメンタルのみによる終夜放送の構成[注 8]であったが、3月11日以降、平日は21時から翌日の10時まで、土日は終日[注 9]楽曲（洋楽）を流すようにもなった。
  - 3月20日 - 総務省が、InterFMへ名古屋地区における外国語超短波放送の免許を付与された[14][14]。
  - 3月21日 - 7時に東京本局のサイマル放送で主に7時から23時まで、

それ以外の時間は楽曲のみを流す形態サービス放送を開始。その中で流れたCMで4月1日の7時に開局することが明らかになった。
- - 4月1日 - 7時に開局。同時に本局の商号変更に伴い、名称が「InterFM NAGOYA」になる。7時から21時まで開局特番『InterFM's Double Birthday Celebration』と称し、『BARAKAN MORNING』・『Happy Hour!』[注 10]・『The Dave Fromm Show』を名古屋スタジオから放送した[15]。ただ開局挨拶は行われず、『Barakan Morning』内で同局執行役員でもあるピーター・バラカンが番組冒頭で開局した旨を話したのみに留めていた[注 11]。
- 2015年
  - 4月1日 - 初の自主制作ワイド番組『DELITE BRUNCH』放送開始。
  - 7月30日 - radikoでのインターネットサイマル配信開始（配信対象地域は愛知県・岐阜県・三重県（東海3県））。有料の「radiko.jpプレミアム（エリアフリー聴取）」でも同時配信[16]。
  - 10月1日 - ステーション名を「Radio NEO」に変更[4][注 12]。
- 2016年
  - 8月25日 - 木下グループホールディングス傘下の株式会社Radio NEOが設立。
  - 12月1日 - 株式会社Radio NEOが特定地上基幹放送局の免許人の地位を株式会社InterFMより承継[17][5]。日本民間放送連盟に「正会員」として加盟。
- 2019年
  - 10月 - 代表取締役社長の高原泰治が、株式会社InterFM897の代表取締役社長に就任。高原が2社を兼任する形となった。
  - 12月23日〜12月29日 - 一部を残して、大半の自社制作番組が放送終了。また残った番組のうち複数番組で、出演者の変更があった。
- 2020年
  - 6月30日正午 - 放送終了[6][8][18]。同時にタイムフリーを含むradikoの配信終了[19]。
- 2022年2月25日 - 清算結了[20]。

## 放送局データ
| 親局   | 周波数  | 空中線電力 | 備考 |
| ------ | ------- | ---------- | ---- |
| 名古屋 | 79.5MHz | 5kW        |      |

## 可聴エリア
- 放送対象地域（法令上は「外国語放送実施地域」）は、愛知県名古屋市および瀬戸市、豊田市、岡崎市、常滑市、豊橋市[21]となっているものの、岐阜県及び三重県の一部（主に岐阜県岐阜市や三重県四日市市・桑名市）でも受信可能になっていた[11]。また静岡県浜松市も実施地域に含まれていたが、RADIO-iとは異なり、浜松・豊橋の中継局に対する免許割り当てが行われなかったため受信状況は不明[22]。

## 番組編成における特徴

### 開局 - 2018年
開局前のプレスリリースでは、「InterFM NAGOYAはInterFM東京本局の番組を中心として編成。一部名古屋のスタジオからの生放送など、ネット番組とローカル番組の混合編成にする予定」だった。しかし開局当初は、InterFM東京本局の番組のみが流れる編成になっており、名古屋スタジオからの放送の番組は行われず、交通情報やPSA（public service announcement）が差し替えられる程度であった。その後2014年10月からは「InterFM Music Mix」の名古屋選曲版である「60☆758」と、ブラジル音楽を選曲する「TRANSAMERICA ADRENALINA -Mix from Brasil-」を名古屋ローカルで開始し、2015年4月より初めての名古屋ローカルの自主制作ワイド番組「DELITE BRUNCH」が開始された（PSは元InterFM NAGOYAアナウンサー・高木春菜）。
"Radio NEO"への改称後は『DELITE BRUNCH』の発展解消による新番組など名古屋オリジナル番組が増加した。
2015年6月からは男性ローカルアイドルグループの「MAG!C☆PRINCE」がパーソナリティを務める「MAG!C☆PRINCEのLOVEラジ」が開始された。これを皮切りに"Radio NEO"改称後はアニメ・ゲーム・アイドル・サブカルチャーをテーマにした番組が徐々に増加していく事となり、ほかのMegaNet系列局とは一線を画した番組編成になるきっかけとなった。
2018年4月からは「Music&Variety」をキーワードにした構成に変更され、ノンストップミックスが中心の音楽番組・お笑い芸人やタレントなどを起用したトーク重視の番組の2つに絞られた。それと同時に今まで平日夜帯の大半で放送されていたアイドル・サブカルチャー番組は縮小されることになり、アイドル番組は継続される一方、サブカルチャー番組は「おたふねお。」・「neoneo Music Zone」などのフィラー番組除く全ての番組が終了する事となった。また、地域の話題や情報を中心に放送していた「SUNNY」も終了する事となり、その代わりとしてキー局の番組「Tokyo Brilliantrips」が2019年6月の番組終了までネットされていた。
元々は"Radio NEO"への改称時の改編で東京本局（キー局）と支局（ネット局）で番組の差が出ないようにと、東京本局（キー局）は「Tokyo Brilliantrips」、支局（ネット局）は「SUNNY」という別々に地域情報に特化した番組が放送されており、それぞれの立ち位置が明確化していたが、当局でのネット開始に伴い、キー局がネット局の分までを背負っている形となっていた。そのため、「Tokyo Brilliantlips」の立ち位置が曖昧な状態が長らく続いていたが、番組終了によって解消された。
交通情報は2014年10月に「InterFM東京本局」で廃止されたのに合わせて当局でも廃止となり、それ以降長らく行われていなかったが、2018年9月3日から「OH! MY MORNING!」内のみではあるが、交通情報（Traffic Report）が約4年ぶり再開された。形式は廃止以前とほぼ変わらず、事前収録した提供読み（佐野瑛厘が担当）を流したあとに、その後パーソナリティが担当者を呼ぶ。廃止以前は日本道路交通情報センターへ直接回線で繋ぐ方式であったが、電話を繋ぐ形式で行われている。ニュースは引き続きコーナー内でDJがピックアップした内容を紹介する程度に留まっている。
2018年12月24日から年末年始・お盆を除く平日の一部番組枠で「快適生活ラジオショッピング」が放送されている。放送開始当初は「beatlebox」・「Sound Satellite」の2番組内で、いずれもフィラー番組内に留まっていたが、2019年7月の改編で終了・時間変更になり、MORNING VIEW、OH! MY MORNING!の番組内で放送されていたが、同年12月の改編では再び変更となり、現在では「NEO Musical Express」、「THE GUY PERRYMAN SHOW」の番組内で放送されている。Radio NEOとしては一時期に「NEO Musical Express」内でインフォマーシャルを放送していたが、他社制作のラジオショッピングとしては今回が初めてとなる。

### 2019年 - 2020年
2019年6月・7月にはキー局であるInterFM897の改編に合わせて、当局でも大幅な改編が行われた。今回の改編ではInterFM897側の経費削減改編に当局も乗る形となっており、大幅な自社製作番組の縮小・終了がメインとなっている。実際に、2019年6月の改編では土曜・日曜の番組を中心に行われ、今まで放送されていた「Acoustic Breeze」・「NEO’s Capricious MIX」等の自社製作フィラー番組が終了となり、また「NEO Musical Express」・「neoneo Music Zone」などのフィラー番組も平日のみに絞るという方法が取られた。2019年7月の改編では逆に平日の番組を中心に改編が行われ、聴取率が好調であった「Sound Satellite」を10時～12時枠への移動と共に大幅縮小された他、同じく一定のリスナーを獲得していた「HELLO! DRIVE! -ハロドラ-」も終了する事となり、これによって平日21時以降の番組でワタナベエンターテインメント所属タレント以外が出演する番組は「ラジカルNEOナイト 100%SKE48」のみとなった。
2019年9月・10月・12月にもに再び改編が行われ、9月の改編では平日夜の自社制作フィラー番組「neoneo Music Zone」・「おたふねお。」が週1回に縮小された。10月の改編では「OH! MY MORNING!」に「デラスキNine!」が統合される形で番組終了となり、デラスキッパーズは統合された番組の9時台のみに出演する形となった他、同年6月から放送されていた「DUAL NIGHT」が僅か3ヶ月で終了し、「西岡健吾と谷真理佳の今夜も大さわぎ!」が放送開始となった。12月の改編では聴取率が好調であった「Sound Satellite」が終了した。
いずれの改編でも、空いた枠はInterFM897の番組をネットする事によって枠を埋めており、平日に至っては13時から18時の枠を再びネットする事となったため、事実上2017年9月以前の状態に戻ったと等しい状態になっている。直属の関係が無いネット局がキー局の経費削減に乗り、自社製作番組の縮小を行う対応は異例である。
2019年12月16日に2020年1月（正確には同年12月30日）から大規模な番組改編を行うと発表。その影響で、ワタナベエンターテインメント所属タレントが出演している自社制作番組のうち「OH! MY MORNING!」・「西岡健吾と谷真理佳の今夜も大さわぎ！」・「放課後 Hi☆Five」・「MAG!C☆PRINCEのCheerラジ」は2019年12月27日を以って終了（「放課後――」は東海ラジオ放送、「西岡健吾と谷真理佳の今夜も大さわぎ！」はFM AICHIへ移動して新番組扱いで開始）、「OH! MY SATURDAY!」も翌12月28日を以って終了。また、「MUSIC GARAGE from NTP-ark」の金曜以外のパーソナリティー（大前亮将、池岡星香、倉持明日香、三上真史）と「The Season presents DESIGN YOUR LIFE」の三上はそれぞれ12月末を以って番組を卒業する事を発表し、更に12月18日には「ラジカルNEOナイト 100%SKE48」の終了が追加発表された。発表時は継続予定だった「The Season presents DESIGN YOUR LIFE」は後に番組休止になる事が番組ブログ上で発表されたものの、そのまま再開とはならず自然終了となった。
それ以外にも告知なしで『neoneo Music Zone』・『おたふねお。』が終了となり、更に改編当日12月30日に『おたふじお。』が同回を以て終了されることが発表されて終了となり、最終的に残った自社製作番組は『NEO Musical Express』・『MUSIC GARAGE from NTP-ark』・『Uny Oil presents FUN TIME CHITA!』・「ブラザーアース presents NEO UNIVERSE ～聴く宇宙～』の4番組となった。

### 閉局発表 - 閉局
2020年3月31日に6月30日を以て閉局することが公式サイト上で発表された。その発表を行った4日後からは「The Season presents DESIGN YOUR LIFE」の枠を使って、最後のレギュラー番組となる「Radio NEO MUSIC SHUFFLE」を開始。
2020年6月30日、通常番組を放送した後、ビートルズの「フライング」をBGMに閉局のアナウンスを流したのち、正午に停波した。

## 主な番組
原則としてオリジナル番組のみ記載する。それ以外の番組編成についてはInterFM897#主な番組を参照。

### Regular Program
- 半田 森田家具 presents romantic & charming（金曜日23:00 - 23:30） - 森田恭平（第1・3）
- Radio NEO MUSIC SHUFFLE（土曜日11:00 - 11:30） - 後藤理沙子
- Uny Oil presents FUN TIME CHITA!（土曜日11:30 - 12:00） - 川崎郁美

### Special Program

#### 2016
- S.A.M. –Sunday Artist Mix- 「世紀のリーゼント対決スペシャル！」  ／ 青木カズロー、TAISEI（SA）、綾小路翔（氣志團）（1月3日・10日 20:00 - 21:00）
- Morning NEO GAYA & SUNNY, TOGETHER OF THE YEAR! ／ 本田朋子、NORRI（2月14日 7:00 - 10:00）
- 西岡健吾のアイドルマスターピース（仮） ／ 西岡健吾（MAG!C☆PRINCE）（5月5日 0:00 - 0:30）
- Morning NEO -SUNNY- 伊勢志摩スペシャル supported by 第三銀行 ／ 本田朋子（5月24日 9:00 - 11:00）
- サカエチカクリスマスライブ Supported by Radio NEO 79.5 ／ 大前亮将（プリンセス金魚）（12月24日 11:30 - 12:00）

#### 2018
- Radio NEO HAPPY NEW YEAR! OH MY デラ SUNNY【戌】ワンダフル3DAYS 超絶怒涛の21時間SP!! ／ 大前亮将（プリンセス金魚）、デラスキッパーズ、渡辺実沙（1月1日）、池岡星香（1月2日）、木下ミシェル（1月3日）（1月1日・2日・3日 7:00 - 14:00）
- チームしゃちほこ☆夢でまちぶせ / チームしゃちほこ（1月24日 21:00 - 23:00）
- Brother Earth presents NEO UNIVERSE SPECIAL ／ 本田朋子、大前亮将（プリンセス金魚）（1月31日 21:00 - 23:00）
- SSS ~Summer Sound Special~ ／ 佐野瑛厘（7月8日 8:00 - 11:00）
- Hey! Say! SUMMER!30 ～YOUも盛り上がっちゃいなよ！～ ／ 久世良輔（8月25日 12:00 - 14:00）
- GARAGE Nine!! from NTP-ark ／ 佐野瑛厘、大前亮将（プリンセス金魚）、デラスキッパーズ、倉持明日香、池岡星香（9月9日 15:00 - 18:00）
- ブラザーアース presents NEO UNIVERSE スペシャルプログラム ／ 大前亮将（プリンセス金魚）、池岡星香、中村星次郎（11月25日 15:00 - 18:00）

#### 2019
- OH! MY お正月！～2019年明けたってよ！3時間正月特番やっちゃわNine!!～ ／ 大前亮将（プリンセス金魚）、デラスキッパーズ（1月1日 7:00 - 10:00）
- 常滑お笑いEXPO OH! MY WEEKEND SP!! ／ 大前亮将（プリンセス金魚）、デラスキッパーズ（9月28日 12:00 - 18:00、9月29日 11:00 - 18:00）
- 「徳川家康と服部半蔵忍者隊 にんにんモーにん！」特別番組  ／ 徳川家康と服部半蔵忍者隊（11月23日 14:00 - 14:30）

### 閉局以前に終了・打ち切りとなった番組

#### InterFM NAGOYA
- DELITE BRUNCH / 高木春菜
- AJINOMOTO presents NAGOYA UMA MIX!! / 高木春菜
- 60☆758 -InterFM Music Mix-
- TRANSAMERICA ADRENALINA -Mix from Brasil-
- NIC Accents

#### Radio NEO
- 夢中パーソン - Life in the dream / 恒川直樹、豊崎めぐみ、中井克治、アノ男
- MY LIFE, MY STORY / 本田朋子
- Healthy Morning / 小出正文、名城雪子
- Morning NEO -GAYA- / NORRI
- MASTERPIECE
- FAMILY TUNES
- ラジポップ! 2.5 シーズン2!
- Saturday Hill's NEO!! 〜土曜の昼はレディオ・ネオ！〜 / Weekly Personality、池岡星香
- NORRI's KITCHEN / NORRI
- MAG!C☆PRINCEのLOVEラジ / MAG!C☆PRINCE、ハジメ（フォーリンラブ、2015年6月29日 - 2017年3月31日）
- FEN (Friday Endorphin Night)
- neoneo Mix Zone
- EIcars presents Beach Break / 久川徳明（2017年12月3日 - 2018年2月28日）、若杉直美（2017年5月21日 - 11月26日）
- マスターズに連れて行って / 中村龍明、柴田阿弥
- S.A.M. (Sunday Artist Mix)
- キムラケイサクの「とびだせ！アニソンバカ一代」 / キムラケイサク
- スカイズカルテット / SKY's QUARTET（仲村宗悟・村上喜紀・梶原信也・奥田耕大）
- アニガール～アニソンヒッツレディオ～ / HARUCA
- SUNNY / 本田朋子（2015年10月1日 - 2016年7月1日）、SUNNY GIRLS（2016年7月4日 - 2018年3月30日）
- 宮城夏鈴のSWEET♡BEAT / 宮城夏鈴、柳延人
- 萌神絵音 / 萌神ネオ、絵守未來
- デラスキNight! / デラスキッパーズ
- Mitsuoka Motors Presents Voyage of Life / DJ WAVA
- フジコとフジオ / フジコ、フジオ
- GOOD SPEED presents Brunch Time Drive!! / ユージ
- NGY RADIO CITY / AK-69、DJ RYOW
- TOKAI SCHOOL BOYSの放課後HR / TOKAI SCHOOL BOYS、町田康介（デラスキッパーズ）
- セイントフォーのミッドナイト・トーク / セイントフォー
- NEO TUNES
- THIS IS RADIO 2YOU - 柴山順次
- NEO’s Capricious MIX
- Acoustic Breeze
- MORNING FEVER!!
- はなまるDAYS / 丸山礼、Dr.コパ
- beatlebox
- HELLO! DRIVE! -ハロドラ- / 鈴木愛理・宮本佳林（Juice=Juice）（月）、PINK CRES.・小片リサ（つばきファクトリー）（火）、中島早貴・野中美希（モーニング娘。'19）・羽賀朱音（モーニング娘。'19）（水）、工藤遥・小関舞（カントリーガールズ）・広瀬彩海（こぶしファクトリー）・一岡伶奈（CHICA#TETSU）（木）、道重さゆみ・上國料萌衣（アンジュルム）・笠原桃奈（アンジュルム）・船木結（アンジュルム）・川村文乃（アンジュルム）・太田遥香（アンジュルム）・伊勢鈴蘭（アンジュルム）（金）
- DONT TOUCH MY RADIO / FAREWELL, MY L.u.v、吉田豪
- 「MAG!C☆PRINCEのCheerラジ」月に1回の生放送 / MAG!C☆PRINCE
- デラスキNine!! / デラスキッパーズ
- DUAL NIGHT / Cody、高橋瑞希
- Sound Satellite / Tom Dufleit
- ラジカルNEOナイト 100%SKE48 / SKE48
- OH! MY MORNING! / 大前亮将（プリンセス金魚）、デラスキッパーズ（9時台のみ）
- neoneo Music Zone
- おたふねお。
- 西岡健吾と谷真理佳の今夜も大さわぎ！ / 西岡健吾（MAG!C☆PRINCE）、谷真理佳（SKE48）
- 放課後 Hi☆Five / Hi☆Five、町田康介（デラスキッパーズ）
- MAG!C☆PRINCEのCheerラジ / MAG!C☆PRINCE
- The Season presents DESIGN YOUR LIFE / 三上真史
- OH! MY SATURDAY! / 大前亮将（プリンセス金魚）、池岡星香、デラスキッパーズ
- supplemusic
- おたふじお。 / フジコ、フジオ
- ブラザーアース presents NEO UNIVERSE ～聴く宇宙～ / 名古屋市科学館・プラネタリウム 学芸員、中村星次郎
- NEO Musical Express
- MUSIC GARAGE from NTP-ark / ユージ（月）、行天貴之（火）、水城あやの（水）、後藤理沙子（木）、佐野瑛厘（金）
- 徳川家康と服部半蔵忍者隊 にんにんモーにん！（最終金曜 8:56 - 9:00）

## 備考
- オープニング・クロージングはInterFM東京本局と同じものを使用しているが、コールサイン・局名・周波数アナウンス部分のみ差し替えて使用している。時報は2014年9月までInterFM東京本局と同じものが流れたが、10月以降は一切放送されていなかった。
- 新聞の番組表は、朝日新聞名古屋本社版・読売新聞中部支社版・産経新聞大阪本社発行の東海・三重版などの全国紙には開局当初より掲載。地元ブロック紙の中日新聞は2014年4月21日付朝刊から掲載されていたが[注 15]、夕刊には掲載されていなかった[注 16]。また、全国紙の毎日新聞中部本社版は開局当初は掲載されなかったがのちに朝刊のみ掲載、夕刊は他紙同様に掲載されていなかった。地方紙の岐阜新聞・伊勢新聞には掲載されていなかった。
- 三才ブックスが発行している『ラジオ番組表』では開局から1年半の間はInterFMの番組表のみが掲載されていたが、Radio NEOに切り替わった2015年秋号からタイムテーブルが掲載されるようになり、閉局直前の2020年春号まで掲載された。
- auブランドを展開するKDDIが配信・提供しているスマートフォン向けFMラジオアプリ『LISMO WAVE』では、2011年1月の配信サービス開始時に当局は未開局であり、開局後も2019年9月30日に配信サービスが終了するまで、コミュニティFMを除く全国の民放FM53局のうち、唯一当局だけ聴取することができなかった。auスマートパス専用で2019年9月5日に配信サービスを開始した『radiko for au』では、radikoに参加している全てのFM放送局を無料で聴けるサービスのため、当局もその中に入っていた。
- 放送楽曲検索システムが使用できないため、名古屋ローカルの番組に関しては曲について調べることができなかったが、2015年10月1日よりRadio NEOの公式サイトが開設されたことによって、InterFM897ネット番組の楽曲も含めて検索できた。11月からはradiko内に演奏楽曲が掲載されていた。ただし、2019年12月30日以降から不安定な状態が続き、2020年1月4日の12:00以降は再び同システムが使用できない状態になっていた。